# Occlusiva glottidale sorda

Lettera latina Ɂ ɂ per trascrivere la pausa glottidale

L'occlusiva glottidale sorda è una consonante, rappresentata con il simbolo [ʔ] nell'alfabeto fonetico internazionale (IPA). Comunemente viene chiamata colpo di glottide (in francese coup de glotte; in inglese glottal stop; in spagnolo saltillo) e si realizza chiudendo le corde vocali per fermare il flusso dell'aria e poi

## Caratteristiche
La consonante occlusiva glottidale sorda ha le seguenti caratteristiche:
- il suo modo di articolazione è occlusivo: l'aria viene temporaneamente bloccata nel suo flusso e poi rilasciata;
- il suo luogo di articolazione è glottidale, ovvero l'articolazione avviene al livello delle corde vocali;
- la fonazione è sorda: non c'è vibrazione delle corde vocali.

## Utilizzi
Il fono è presente in molte lingue e può avere valore sintattico. In italiano esiste nella sillabazione e in alcune espressioni o interiezioni, come mostra l'esempio ricorrente della pronuncia di "oh-oh", in AFI: [ʔoʔo] oppure [ʔɔʔɔ].

Comunicazione nello Stato delle Hawaii in cui appare lo iato, trascritto con la lettera ʻokina in: Aloha ʻāina, "amore per la terra", e Hawaiʻi.

### Inglese
In lingua inglese tale fono è presente in alcuni dialetti, di solito come allofono di /t/:
- button "bottone" [ˈbʌʔn̩] (in molte varietà tra cui Received Pronunciation e General American)
- bottle "bottiglia" [ˈbɒʔɫ̩] (in alcuni dialetti britannici)

Inoltre, nella Received Pronunciation, tale fono viene preposto ad una consonante occlusiva sorda tautosillabica, soprattutto in coda di sillaba.

### Francese
In francese non esiste come fonema a sé e non ha funzione distintiva, ma si può talvolta percepire in corrispondenza di un'h aspirata, quando cioè la lettera ⟨h⟩ separi due vocali e inoltre (a differenza dell'h muta) renda impossibile la liaison:
- les hérissons "i ricci" [leʔeʁiˈsɔ̃]

Il coup de glotte, come in italiano, può essere prodotto anche davanti ad una vocale, per enfatizzare una parola a mo' di incitamento. L'esempio più comune è encore! "ancora!" [ʔɑ̃kɔʁ] Nella colorazione sonora del francese comunque, come fattore fonetico, si utilizza un attacco vocalico dolce, senza coup de glotte (a differenza del tedesco o dell'arabo).

### Tedesco
Nella lingua tedesca tale fono appare davanti a ogni vocale iniziale, anche dopo prefissi; questa consonante non è segnata nella grafia:
- Apfel "mela" [ˈʔapfl̩]
- (sich) beeilen "sbrigarsi" [bəˈʔaɪ̯lən] (< be + eilen)

### Italiano
In lingua italiana tale fono non è presente a livello di fonema, ma si può comunque percepire talvolta davanti a una vocale iniziale di parola, soprattutto se preceduta da un'altra vocale: "è Andrea" può essere pronunciato [ʔɛ ʔanˈdrɛːa]. Altro esempio: "parlavo delle elezioni, non delle lezioni", dove è evidente l'impostazione particolare, quasi uno sforzo, della prima "e" di "elezioni".

### Sardo
Nella lingua sarda è presente nelle varianti campidanesi del Sarrabus, nella provincia del Sud Sardegna, e in nove paesi (Ollolai, Fonni, Orgosolo, Mamoiada, Olzai, Ovodda, Gavoi, Lodine e Oliena) costituenti la Barbagia di Ollolai, in Provincia di Nuoro. In grafia sarda si indica solitamente con la lettera h (es. pishe, ishire, honnosher, pahe rispetto al dialetto centrale comune pische, ischire, connoscher, pache), con l'apostrofo (pis'e, is'ire,  'onnos'er, pa'e ecc.), oppure con la lettera q (pisqe, isqire,  qonnosqer, paqe ecc.).

### Birmano
In lingua birmana:
- ka [kʰaʔ]

### Ceco
In lingua ceca:
- používat "usare" [ˈpoʔuʒiːvat]

### Chamoru
In lingua chamoru:
- halu'u [həluʔu]

### Danese
In lingua danese:
- hånd "mano" [hɞnʔ]

### Finlandese
In lingua finlandese:
- linja-auto "autobus" [ˌlinjɑˈʔɑuto]

### Guaraní
In lingua guaraní:
- avañe'ẽ "Guaranì" [aʋaɲẽˈʔẽ]

### Hawaiano
In lingua hawaiana:
- ‘ele‘ele "nero" [ˈʔɛlɛˈʔɛlɛ]

### Lojban
In lingua lojban:
- .a'o "speranza" [ʔaho]

### Polacco
Nella lingua polacca, similmente alla situazione descritta per l'italiano, il colpo di glottide [ʔ] non è presente a livello di fonema ma può essere prodotto davanti a una vocale iniziale di parola (in particolare, prima delle vocali `a' e `o') se preceduta da una pausa o da un'altra vocale, soprattutto quando pronunciando lentamente e chiaramente.
- Ewa chce spać "Ewa vuole dormire" [ʔɛva xt͡sɛ spat͡ɕ]
- On i ona "Lui e lei" [ɔn i ʔɔna]

### Samoano
In lingua samoana:

### Seri
In lingua seri:
- he "io" [ʔɛ]

### Tagalog
In lingua tagalog:
- doon "di qua" [dəˈʔon]

### Tongan
In lingua tongan:
- tuʻu "stare" [tuʔu]

### Tahitiano
In lingua tahitiana:
- puaʻa "maiale" [puaʔa]

### Võro
In lingua võro:
- piniq "cani" [ˈpinʲiʔ]

### Ebraico
In lingua ebraica:
- עִבְרִית "ebraico" [ʔivˈʁit]

### Persiano
In lingua persiana:
- عمل

### Arabo
In lingua araba il fono corrisponde alla pronuncia della lettera dell'alfabeto arabo hamza:
- in arabo ألله‎?, Dio [ʔɑlˁlˁɑːh]

### In lingue arcaiche

#### Fenicio
Nel fenicio il fonema ʔ è la pronuncia della lettera aleph e della lettera ayin ().